# Cristoforo Coriolano
Cristoforo Coriolano, né Lederer en 1540 et mort au début du XVIe siècle, est un graveur allemand actif à Venise.

## Biographie

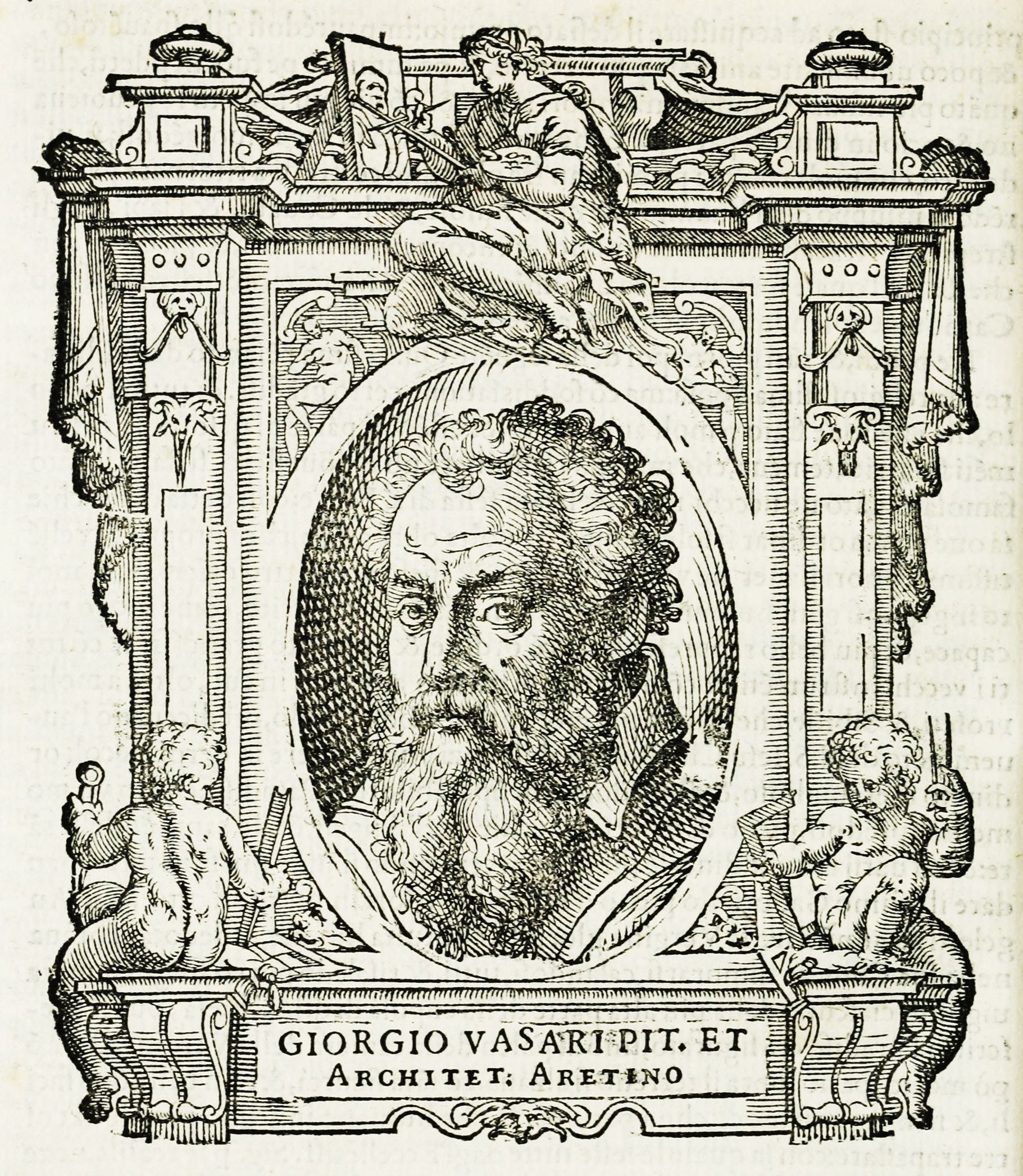
Portrait de Giorgio Vasari dans Le Vite, par Coriolano.

Cristoforo Lederer est né à Nuremberg en 1540. Il s'installe à Venise, où il change son nom de famille Lederer pour Coriolano,.
Il est actif à Venise comme graveur sur bois. Dans La Vie de Marcantonio Raimondi, Giorgio Vasari assure que son « Maestro Cristofano », après avoir eu du succès à Venise, a gravé des portraits de peintres, sculpteurs et architectes d'après des dessins de Vasari, pour la première édition de son Le Vite (1568) ; mais Zani considère qu'ils sont en fait l'œuvre de Christophe Krieger. Il a par ailleurs gravé une grande partie des figures de l’Ornithologie d'Ulisse Aldrovandi.
Il meurt à Venise au début du XVIe siècle. Ses fils Giambattista et Bartolomeo sont également devenus graveurs.